# Лангинен, Лео Фомич

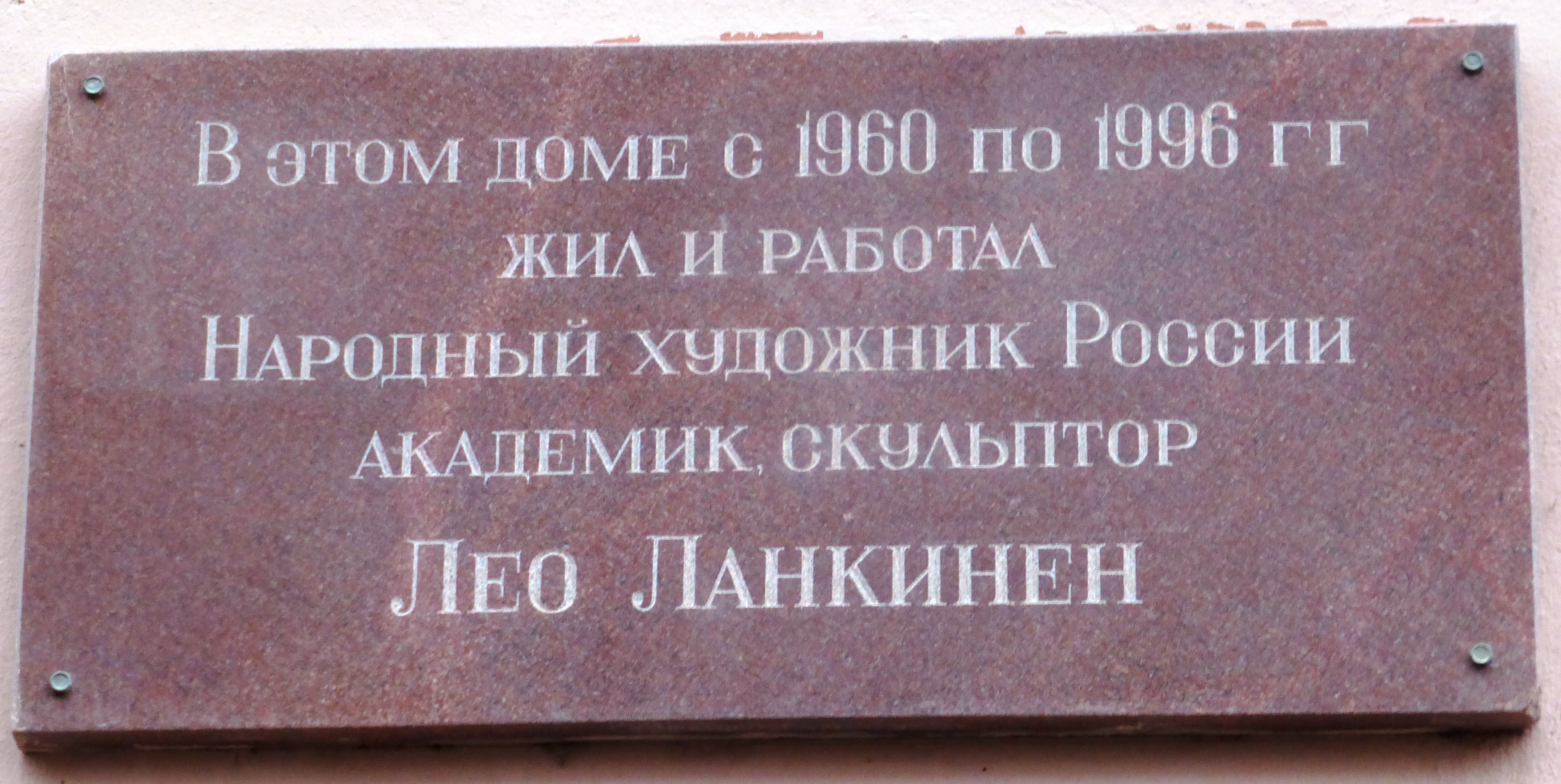
Памятная доска в Петрозаводске на ул. Куйбышева, 16

Лео Фоми́ч Ла́нгинен (Ла́нкинен) (13 июня 1926, дер. Мотторово, Ленинградская губерния — 17 декабря 1996, Петрозаводск) — скульптор, живописец, заслуженный деятель искусств РСФСР (1959), народный художник РСФСР (1968), член-корреспондент Академии художеств СССР (1973), действительный член Академии художеств СССР (1986).

## Биография
Родился в семье финнов-ингерманландцев. В конце 1930-х годов семья переехала в Ругозерский район Карельской АССР. С началом Советско-финской войны (1941—1944) семья была выслана в Челябинскую область. Работал на угольной шахте в Копейске.
С окончанием войны вернулся в Карелию в Олонец, принимал участие в качестве статиста в спектаклях Карело-Финского драматического театра, находившегося в те годы в Олонце. Принимал участие в оформлении декораций. Окончил Петрозаводское ремесленное училище по специальности маляр по художественной отделке (художник-альфрейщик).
В 1950—1955 годах обучался в Ленинградском высшем художественно-промышленном училище имени В. И. Мухиной.
В 1955 году принят в Союз художников СССР, переехал в Петрозаводск.
В 1967—1973 годах — председатель Союза художников Карельской АССР.
Похоронен в Петрозаводске на Сулажгорском кладбище.

## Произведения
Скульптура
- «Сказительница Михеева М. И.» (1958), «Сказительница Перттунен Т. А.», «Сказительница Хямялайнен Е. И.», «Карельская девушка» (1961), «Строители» (диптих, 1961—1964), «Композитор Г. Синисало» (1965), «Сиркка», серия «Наш Современник» (1969), «Портрет врача Ясинского» (1969), «Е. Паниев» (1976), «Режиссёр К. Нуотио» (1968—1986), «Рагнар Русско» (1984), «Режиссёр В. Эуфер» (1986), «Маша Светлова» (1986), «Тойво Антикайнен», «Эдвард Гюллинг», «Писатель Пекка Перту» (1991—1995), «Финский писатель Маркку Ниэминен» (1993) и другие.

Живопись, графика
- «Студенческий натюрморт» (1957), «Шахтёрский натюрморт», «После лыжной прогулки» (1958), «В ожидании парохода», «До смены» (1959), «Осень в Петрозаводске» (1962), «Цветёт калужница» (1982), серия пейзажей (1994) и другие.

Сценография
- Более двадцати спектаклей в театрах Петрозаводска — Р. Пергамент, «Кумоха» (1958), Б. Брехт, В. Вуолийоки «Господин Пунтилла» (1959), Б. Брехт, «Матушка Кураж и её дети» (1965), А. Миллер «Охота на ведьм» (1968), «Калевала» (1974) и другие.

Лео Фомич является автором памятников Героям Советского Союза — М. В. Мелентьевой и П. А. Тикиляйнену. Последней его работой стал «Крест скорби», установленный в память о жертвах Советско-финской войны (1941—1944).
Произведения Л. Ф. Лангинена хранятся в Государственной Третьяковской галерее, Государственном Русском музее, Музее изобразительных искусств Республики Карелия.

## Выставки
- Всесоюзные (1954, 1955, 1958, 1961, 1962, 1967, 1972, 1973, 1976, 1977, 1978, 1982, 1987).
- Всероссийские (1960, 1965, 1967, 1970, 1975, 1977, 1985, 1987, 1992).
- Художников Карелии в Москве (1951, 1959, 1980), в Ленинграде (1972, 1980), ГДР (1972, 1977, 1983, 1985), в Финляндии (1966, 1969, 1976).
- Автономий (1971, 1989).
- Все выставки Академии художеств СССР с 1973 года.
- «Русский Север» (Москва, Бухарест, Варшава, Братислава в 1971 году).
- Советских художников в Болгарии, Венгрии, ГДР, Польше, Чехословакии, Румынии, Югославии, Канаде, Монголии, Японии, Финляндии, на Кубе с 1961 года.
- Персональные — Петрозаводск (1966), Москва (1977), Хельсинки и Турку (1975).

## Семья
- Брат — Г. Ф. Ланкинен (1938—1998) — скульптор, заслуженный деятель искусств Республики Карелия (1991)[6].